# アハルネス・ケントロ駅
アハルネス・ケントロ駅またはアハルネス中央駅（ギリシア語: Σιδηροδρομικό Κέντρο Αχαρνών，短縮形：SKA, ΣΚΑ）はギリシャのアテネ都市圏、東アッティカ県 アハルネス（Αχαρνές）にあるギリシャ国鉄の駅。郊外鉄道プロアスティアコスの2路線が交差する地点にある乗換駅でもある。

## 路線
ギリシャ国鉄 TrainOSE（長距離列車）
- アテネ - ラリサ - テッサロニキ 線

2014年夏ダイヤでは、アテネ発テッサロニキ行きが1日6本、カランバカ行きが1日1本、アレクサンドルーポリ行きが1日1本運行されている。
ギリシャ国鉄 プロアスティアコス（近郊鉄道）
アテネ駅とアテネ国際空港の間をプロアスティアコスで移動する場合、当駅で乗り換える必要がある。
- ピレウス – ハルキダ 線

2014年夏ダイヤでは、アテネ駅経由ピレウス行きが2時間に1本、アノ・リオシア発アテネ駅行きが1時間に1本、ハルキダ行きが2時間に1本運行されている。
- アテネ国際空港 – キアト 線

2014年夏ダイヤでは、アテネ国際空港行き及びキアト行きがそれぞれ1日6本運行されている。